# Роберт де Бомон, 1-й граф Лестер
Роберт де Бомон (фр. Robert de Beaumont; около 1046 — 5 июня 1118) — англонормандский аристократ из рода Бомонов, граф де Мёлан с 1081 года, сеньор де Бомон-ле Роже и де Понт-Одеме примерно с 1090 года, 1-й граф Лестер с 1107 года, один из наиболее влиятельных государственных деятелей Англии на рубеже XI—XII веков, старший сыном Рожера де Бомона, крупного нормандского барона и соратника Вильгельма Завоевателя в его бытность герцогом Нормандии, и Аделины, наследнице графства Мёлан в Иль-де-Франсе.

## Происхождение

Владения, доставшиеся Роберту де Бомону во Франции
Домен короля Франции
Территория графства Мёлан
Герцогство Нормандия
Зелёным показаны центры владений Роберта де Бомона

Роберт происходил из нормандского рода Бомонов, находившегося в родстве с герцогами Нормандии. Его предком был Турольд (ум. после 1040), сеньор Понт-Одемера, сын норманна Торфа, барона Турвиля, которого историк Жак Ле Мао отождествил с тестем Роберта Датчанина Турсилем Богатым, владевшим землями в долине Сены. Турольд, согласно Гильому Жюмьежскому, был женат на Веве, сестре Гунноры де Крепон — жены герцога Ричарда I. Он был одним из воспитателей Вильгельма Завоевателя и был убит во время его малолетства. Его сын Онфруа де Вьель имел ряд владений, раскиданных по Нормандии, которые в основном были образованы из церковных земель, захваченных герцогами Ричардом I и Ричардом II. Его сын Роджер Бородатый (ум. 29 ноября 1094) построил замок Бомон-ле-Роже, который дал название династии. Историк Джеймс Планше называл его «самым знатным, богатым и доблестным бароном Нормандии, и самым верным и преданным другом герцогской фамилии». Роджер женился на Аделине, дочери Галерана III, графа Мёлана в Иль-де-Франсе. Благодаря этому браку он унаследовал Мёлан. Джеймс Планше указывает, что Роджер считал брак с Аделиной настолько почётным, что принял её фамильное прозвание (де Мёлан), отказавшись от своего собственного. 
Роджер был старшим из трёх сыновей, родившихся в этом браке. У него было 2 младших брата: Генрих (около 1048 — 20 июня 1119), который был близким другом ставшего в 1087 году английским королём Вильгельма II Рыжего, от которого за помощь в подавлении восстания баронов в 1088 году получил богатые владения в Англии, а также титул графа Уорика, и Обри (умер в 1112), избравшего церковную карьеру.

## Биография
Роберт упоминается ещё в герцогских актах до завоевания Англии. Один из них датируется 1055 годом. На основании этого исследователи делают вывод, что Бомон был совершеннолетним задолго до 1066 года. Это предположение подтверждает и его участие в 1066 году в битве при Гастингсе. Некоторые исследователи относят его рождение к периоду около 1046 года.
Вас в «Романе о Ру» пишет, что 

Роджер Старый, тот из Бомона, 
Атаковал англичан в первой линии.
Оригинальный текст (лат.)Rogier li Veil, cil de Belmont, Assalt Engleis el primier front.— Roman de Rou, 1. 13, 462
 Однако это известие противоречит сообщениям Гильома из Пуатье и Ордерика Виталия, которые указывают, что отец Роберта не принимал участия в нормандском завоевании Англии, оставшись управлять Нормандией. Эдгар Тейлор, который переводил поэму на английский, отметил, что в рукописи Васа, которая хранится в Британском музее, имя указано как «Роберт», хотя прозвище «Старый» (лат. le Viel) явно не соответствует его возрасту. Однако Джеймс Планше полагает, что прозвище — искажённое именование родового прозвания Роджера — «де Вьель» (лат. de Vielles), которое вполне мог носить и его сын Роберт.
Об участии Роберта в битве при Гастингсе в 1066 году сообщает Гильом из Пуатье, указывая, что 

один нормандский юный воин, сын Роже де Бельмона, племянник и наследник Гуго, графа Мелана, через его сестру Аделину, впервые выступив в битве, совершил подвиг, достойный вечной славы — храбро атаковал и прорвал ряды врага в правом фланге армии.
Оригинальный текст (англ.)son of Roger de Bellomont, and nephew and heir of Hugh, Count of Meulent, by Adelina, his sister, making his first onset in that fight, did what deserves lasting fame, boldly charging and breaking in upon the enemy with the troops he commanded in the right wing of the army.

 Благодаря тому, что Роберт проявил мужество и ум, не по возрасту, что, по мнению хрониста предвещало его будущую славу, он получил прозвище «Разумный» (Prudhomme).
До того, как Роберт примерно в конце 1080 года унаследовал графство Мёлан, его имя встречается в некоторых королевских хартиях, выпущенных в Англии и Франции. Одна из хартий составлена Робертом Куртгёзом, на основании чего Дэвид Крауч предположил, что Роберт какое-то время находился при его дворе. Однако он не присоединился в 1078 году к восстанию Куртгёза против отца, Вильгельма I Завоевателя; источники называют его среди придворных, которые пытались убедить короля примириться с сыном.
После коронации Вильгельма Завоевателя королём Англии Роберту де Бомону было пожаловано множество земельных владений и маноров в разных частях страны. Со смертью своей матери в 1081 году Роберт унаследовал небольшое графство Мёлан на франко-нормандской границе, а также виконтство Иври и сеньорию Нортон. За эти владения Роберт принёс оммаж королю Франции Филиппу I и в дальнейшем как французский пэр участвовал в заседаниях королевского суда (парламента). В 1094 году скончался отец Роберта, оставивший своему сыну обширные земли в Нормандии: Румуа, Брионн, Понт-Одемар, Ваттевиль и Бомон-ле-Роже. Таким образом Роберт превратился в одного из наиболее богатых англонормандских аристократов, причём за свои земли он оказался вассалом сразу трёх государей: английского короля Вильгельма II Руфуса, французского короля Филиппа I и нормандского герцога Роберта III Куртгёза.
Несмотря на необходимость хранить верность трём монархам, бо́льшую часть времени Роберт де Бомон проводил именно в Англии, где благодаря своему красноречию и государственным талантам занял одно из ведущих мест при дворе короля. В 1100 году Роберт участвовал в знаменитой королевской охоте в Нью-Форесте, во время которой был при загадочных обстоятельствах убит Вильгельм II Руфус. При его преемнике Генрихе I Роберт достиг вершины своего положения, став правой рукой короля и его главным советником. Бомон выступал за укрепление королевской власти, в том числе и в церковных вопросах, и активно поддерживал решительную позицию, занятую Генрихом I в борьбе за инвеституру. В 1105 году он даже был отлучён от церкви папой римским Пасхалием II за выступления в защиту королевских прерогатив при назначении епископов. После примирения Генриха и архиепископа Ансельма отлучение было снято. Руководящие роли в королевской администрации Роберт де Бомон сохранял практически до самой своей смерти, хотя к концу 1110-х годах его стал оттеснять Роджер, епископ Солсберийский.
В 1106 году Роберт де Бомон принимал участие в нормандском походе короля и командовал одним из английских полков во время сражения при Таншбре, в результате которого Нормандия была завоёвана Генрихом I. Спустя год король пожаловал Роберту титул графа Лестера. Скончался Роберт де Бомон в 1118 году, по свидетельству Генриха Хантингдонского, от горя и унижения, когда стало известно, что его жена Элизабет де Вермандуа изменила ему с Вильгельмом де Варенном. Вскоре после смерти Роберта Элизабет и Вильгельм де Варенн сочетались официальным браком.

## Брак и дети
Ордерик Виталий сообщает, что Годехильда де Тосни (умерла в октябре 1097), дочь Рауля II де Тосни, сеньора Конша, и Изабеллы де Монфор-л’Амори, первым браком была замужем за графом Робертом де Мёлан, а вторым — за Балдуином I Булонским, будущим королём Иерусалима. Однако «The Complete Peerage» считает указанный первый брак маловероятным: Годехильда была ещё довольно молода, когда в 1096 году вышла замуж за Балдуина; хотя браки детей в этот период заключались, Ордерик Виталий не сообщает об аннулировании её брака с Робертом. Возможно, они были только обручены.
Достоверно известно, что женой Роберта примерно с 1096 года была Изабелла (Елизавета) де Вермандуа (до 1089 — 1147), дочь Гуго Великого, графа де Вермандуа и де Валуа, и Аделаиды де Вермандуа. Об этом браке сообщает Ордерик Виталий, указывая, что французский принц Гуго де Вермандуа, брат короля Филиппа I, отправляясь в Первый крестовый поход в 1096 году, выдал замуж свою дочь за графа Мёлана. Другой хронист, Гильом Жюмьежский, указывает, что в этом браке родилось 3 сына и 3 дочери. Но, по мнению поздних исследователей, у Роберта и Изабеллы могло быть не менее четырёх дочерей:
- Эмма де Бомон (род. в 1102 г.);
- Роберт де Бомон (1104—1168), 2-й граф Лестер;
- Галеран де Бомон (1104—1166), граф Мёлан, 1-й граф Вустер;
- Гуго де Бомон (род. в 1106), граф Бедфорд;
- Аделина де Бомон (род. ок. 1100), замужем первым браком за Гуго IV, сеньором де Монфор-сюр-Рисль, вторым браком за Ричардом де Гранвилем;
- Обри де Бомон, замужем за Гуго II, сеньором де Шатонёф-ан-Тимерэз;
- Матильда де Бомон (род. ок. 1114), замужем за Вильгельмом Ловелем, сеньором д’Иври;
- Изабелла де Бомон (ок. 1102—1172?), любовница короля Генриха I, замужем первым браком за Гилбертом де Клером, 1-м графом Пембруком, вторым браком за Эрве де Монморанси, коннетаблем Ирландии.

По сообщению Генриха Хантингдонского, в последние годы жизни Роберта его жена изменила ему с другим графом. Однако Дэвид Крауч указывает, что это известие не может быть подтверждено другими источниками и, возможно, вызвано тем, что король Генрих I сразу же после смерти графа Мёлана выдал Изабеллу замуж за Уильяма де Варенна, 2-го графа Суррея (умер в 1138).
Изабелла надолго пережила обоих мужей и умерла в 1147 году.